# Mary Westmacott
Mary Westmacott er et pseudonym, som Agatha Christie anvendte i seks romaner, skrevet i perioden 1930 til 1956. Mange gættede på, hvem Westmacott egentlig var, men identiteten blev først afsløret i 1949.

## Bøgerne
De seks bøger er:
- Giant´s Bread (1930)
- Unfinished Portrait (1934)
- Absent in the Spring (1944)
- The Rose and the Yew Tree (1948)
- A Daughter's a Daughter (1952)
- The Burden (1956)

Unfinished Portrait er af særlig interesse, fordi der, ved sammenligning med Christies selvbiografi, skrevet mange år senere ikke er tvivl om, at der er tale om en anonym selvbiografi.
Af disse romaner anses Absent in the Spring, der omhandler en midaldrende kvindes overvejelser over sine svigt i livet, som den bedste. 